# Siegfried Wiedenhofer

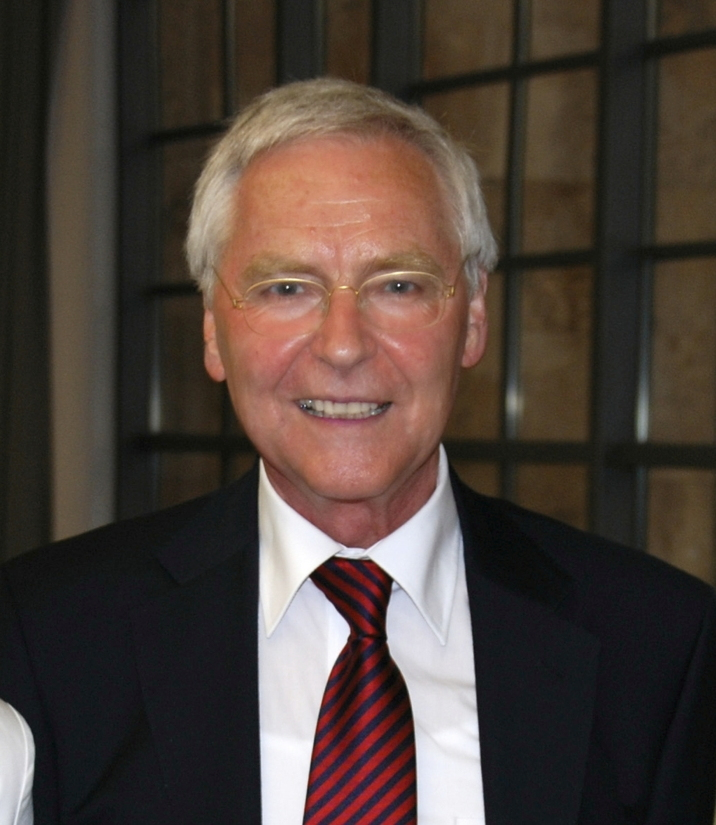
Siegfried Wiedenhofer (2012)

Siegfried Wiedenhofer (* 7. Dezember 1941 in Fladnitz an der Teichalpe, Steiermark; † 17. August 2015 in Liederbach am Taunus) war ein römisch-katholischer Theologe. Er war Professor für Fundamentaltheologie und Dogmatik an der Johann Wolfgang Goethe-Universität in Frankfurt am Main und arbeitete vor allem in den Bereichen der Traditionstheorie und der Ökumene.

## Leben
Siegfried Wiedenhofer studierte zwischen 1960 und 1966 katholische Theologie in Graz, Bonn und Münster. Er schloss 1966 in Graz ab und vertiefte seine Studien zwischen 1966 und 1969 in Tübingen, wo er seit 1967 Assistent am Lehrstuhl für Dogmatik und Dogmengeschichte war. Seit dieser Zeit war er mit Elke Wiedenhofer geb. Ludwig verheiratet.
Von 1969 bis 1981 war Wiedenhofer wissenschaftlicher Assistent am Lehrstuhl für Systematische Theologie (Dogmatik und Dogmengeschichte) an der Universität Regensburg bei Joseph Ratzinger. 1974 wurde Wiedenhofer mit der Dissertationsschrift Formalstrukturen humanistischer und reformatorischer Theologie bei Philipp Melanchthon, für die er ausgezeichnet wurde, zum Dr. theol. promoviert. Im Juni 1980 habilitierte er sich im Fach „Dogmatik, Dogmengeschichte und Ökumenische Theologie“. 1981 wurde er Professor für Systematische Theologie (Dogmatik und Fundamentaltheologie) an der Johann Wolfgang Goethe-Universität Frankfurt am Main. Seit 2007 war Wiedenhofer im Ruhestand. Er war Mitglied in den Kuratorien des Instituts Papst Benedikt XVI. und der Joseph Ratzinger Papst Benedikt XVI.-Stiftung.

## Arbeits- und Forschungsschwerpunkte
1. Theologische Grundlagen- und Methodenfragen erarbeitet Wiedenhofer vor allem im Bereich des Religionsbegriffes und des Offenbarungsbegriffes und der interdisziplinären Zusammenarbeit von Religionswissenschaft, Religionsphilosophie[1] und Theologie.
2. Interkulturelle Theologie, interreligiöse Kommunikation und ökumenische Theologie.
3. Politische Theologie, theologische Anthropologie und vor allem  Ekklesiologie.
4. Das zentrale langjährige interdisziplinäre Forschungsprojekt  Logik, Hermeneutik und Pragmatik religiöser Traditionen.[2] Eine komplexe Theorie und Theologie der Traditionen geht davon aus, dass religiöse Traditionen sowohl im Kontext moderner Gesellschaften als auch im Zusammenhang der Globalisierung eine wichtige Rolle spielen. Der Grundansatz besteht darin, dass religiöse Traditionen zu ihrer Erklärung neben Hermeneutik und Pragmatik auch eine spezifische Logik benötigen, die deren formale und materiale Grundstrukturen identifiziert. Erst nach diesen theoretischen Vorklärungen kann die praktische Bedeutung religiöser Traditionen sichtbar gemacht werden.
5. Im Zusammenhang mit Wiedenhofers komplexer Theorie religiöser Traditionen ist auch sein letztes großes Werk zu sehen, in dem er eine systematische Gesamtdarstellung der Theologie seines Lehrers Joseph Ratzinger vorlegt. Wiedenhofer arbeitete daran bis kurz vor seinem Tod. Das Werk wurde postum veröffentlicht.[3]

## Auszeichnungen
- 1988 Melanchthonpreis der Stadt Bretten